# Hofsynagoge Detmold

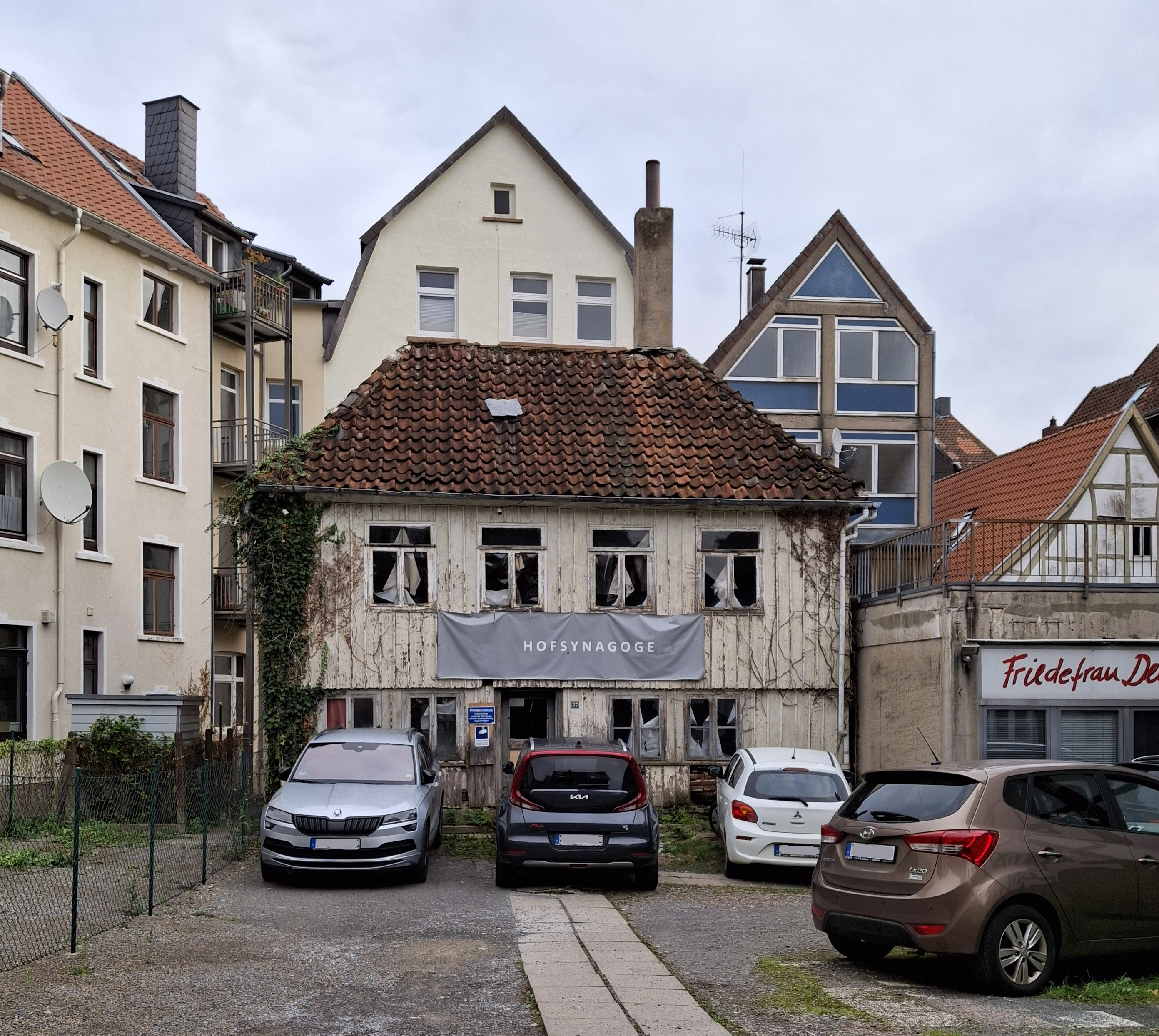
Hofsynagoge im Oktober 2024

Die Hofsynagoge ist ein Fachwerk-Traufenbau in der Bruchmauerstraße (Hausnummer 37) in Detmold. Sie steht seit dem 15. November 1988 unter Denkmalschutz. Bei Untersuchungen im Jahr 2010 wurde festgestellt, dass es sich bei dem Gebäude, das ursprünglich als um 1700 erbautes Gartenhaus klassifiziert worden war, um eine Synagoge (jüdischer Betsaal) aus dem Jahr 1633 handelt. Damit ist es das älteste erhaltene Synagogenbauwerk in Detmold sowie die älteste freistehende Hofsynagoge Nordwestdeutschlands. 

## Geschichte
Bereits im Vorfeld der Untersuchungen gab es Überlieferungen, dass es im 18. Jahrhundert jüdisches Leben im Bereich der Krummen Straße in Detmold gegeben habe:
Im Haus des Musikanten Spangenberg in der Krummen Straße 28 befand sich von 1712 bis 1742 eine Synagoge.
Im Nachbarhaus, Krumme Straße 30, unterhielt der Hofagent Raphael Levi in einem Anbau eine Privatsynagoge. Hier stand auch das Geburtshaus von Leopold Zunz und es wurde in einer Grabungskampagne im Vorfeld von Straßenarbeiten im Jahr 2006 eine Mikwe freigelegt.
Die Besitzerin der seit Ende der 1980er-Jahre leerstehenden, denkmalgeschützten Hofsynagoge beantragte im Jahr 2010 eine Abbruchgenehmigung. Das bis dahin nicht näher untersuchte „Gartenhaus“ wurde daraufhin durch den LWL begutachtet. Dendrochronologische Untersuchungen datierten die verwendeten Bauhölzer auf das Jahr 1632 und damit das Baujahr auf 1633. Die ungewöhnliche Struktur des Hauses und Hinweise, dass sich im 18. Jahrhundert an der Gegend ein Versammlungsort Detmolder Juden befunden haben soll, führten zu genaueren archivalischen Studien. Dabei stieß man auf Quellen, die eindeutig belegten, dass in den Jahren um 1720 das Gebäude im Hinterhof der Krummen Straße 28 als Versammlungsraum genutzt worden war. 
Im Jahr 1723 hatte die jüdische Gemeinde das Gebäude nachweislich vom Stadtmusikanten Julis Hardewig Spangenberg, dem Erben des Vorbesitzers Vollmer, angemietet. Es war ihr bis ins 18. Jahrhundert in der Regel nicht erlaubt, eigene Immobilien zu besitzen. Auch ist bekannt, dass zu dieser Zeit im Inneren die Bereiche für Männer und Frauen durch ein Gitter getrennt waren und im Bereich der Frauen zwei Sitzbänke mit jeweils fünf bis sechs Plätzen standen, die im November 1723 durch Stühle ersetzt wurden.
Aus Katasterdaten ist bekannt, dass im März 1742 der Schuster Johann Adolph Grote das Grundstück in der Krummen Straße kaufte und dass die Synagoge zu diesem Zeitpunkt von der Bruchmauerstraße in die Exterstraße (Bezeichnung Fachwerksynagoge Detmold) verlegt wurde. In den Jahren 1835/36 bauten seine Nachfahren das Hinterhaus um. 1866 veräußerten sie es an den Besitzer des Grundstückes Krumme Straße 26, den Tischlermeister Müller. 1966 erwarb der Buchhändler Ernst Schnelle das Haus Krumme Straße 26 und damit auch das Hinterhaus in der Bruchmauerstraße. Im Jahr 2010 beantragte die Frau Schnelles, auf die der Besitz des Gebäudes mittlerweile übergegangen war, den Abriss bei der Stadt, woraufhin die eingangs erwähnten Untersuchungen gestartet wurden, die zur Identifikation des Gebäudes als ehemalige Hofsynagoge führten.

## Erfolglose Abrissklagen
Bundesweite Bekanntheit erlangte die Synagoge, als im Jahr 2022 der aktuelle Besitzer, der Detmolder Rechtsanwalt Hendrik Schnelle, erneut auf Abbruch drängte. Er ist der Sohn der Vorbesitzerin. Schnelle wird der rechten Szene OWLs zugerechnet. Er argumentierte, das Gebäude sei ursprünglich als Gartenhaus und nicht als Synagoge gebaut worden. Er wollte auf dem Grundstück weitere Parkplätze für seine in der Nähe (Krumme Straße 26) liegende Kanzlei schaffen. Eine entsprechende Klage wurde vom Verwaltungsgericht Minden (Aktenzeichen 9 K 3548/18) abgewiesen. 
Schnelles Revision vor dem Oberverwaltungsgericht in Münster (Aktenzeichen 10 A 1397/22) wurde am 19. September 2024 abgewiesen; eine Erhaltung des Baudenkmals sei möglich und finanziell gesichert. Eine erneute Revision ließ der zehnte Senat nicht zu; die Beschwerde dagegen beim Bundesverwaltungsgericht in Leipzig wurde letztlich am 2. Juni 2025 abgewiesen. Die Revision verursachte ein überregionales Medienecho. Die Stadt Detmold begrüßte das Urteil des Oberverwaltungsgerichts.
Keine zwei Wochen nach Bekanntwerden des OVG-Urteils kam es zu Sachbeschädigungen an dem Gebäude.

## Architektur
Der zweigeschossige Fachwerkbau steht auf einer Grundfläche von 8,50 × 5,55 m. Das Dach beginnt in etwa 5 Metern Höhe. Es weist seit dem Umbau im Jahr 1835/36 eine deutlich geringere Neigung auf. Im ursprünglichen Bau gab es nur Türen zur Nordseite, also in Richtung des Vorderhauses in der Krummen Straße. Eine dieser Türen ist heutzutage zugemauert. Räumliche Aufteilungen oder Feuerstellen, die auf eine wohnbauliche Nutzung hindeuten könnten, sind nicht nachweisbar. Am Nordeingang befand sich vermutlich ein Vorbau, der möglicherweise als Vorraum diente. Das Obergeschoss lief anscheinend nicht über die gesamte Gebäudefläche, sondern wies eine Öffnung mit einer schmalen Galerie an der Ostseite auf. Das lässt vermuten, dass es sich bei dem Obergeschoss um die Frauenempore handelte, die über die westliche Tür an der Nordwand und eine dort befindliche Treppe erreicht werden konnte.
Bei späteren Umbauten wurde die Innenaufteilung mehrfach verändert, beim großen Umbau 1835/36 wurde das Gebäude in zwei Mietwohnungen mit Flurküche unterteilt und die Innenwände wurden mit Lehm- und Kalkfeinputz geglättet. Die äußere Nadelholz-Bretterverkleidung erfolgte in der zweiten Hälfte des 19. Jahrhunderts.